# Georg Michael Pfefferkorn
Georg Michael Pfefferkorn född 16 mars 1645 och död 3 mars 1732 var superintendent i Gräfentonna. Han var även psalmförfattare och är representerad i danska Psalmebog for Kirke og Hjem.